# Troy Roberts
Troy Dazrell Roberts (San Jose, 18 settembre 1983) è un ex calciatore statunitense, di ruolo difensore.

## Carriera
Nella sua carriera, Roberts ha giocato per Sonoma County Sol e per i Los Angeles Galaxy.